# Preston B. Plumb
Preston Bierce Plumb, född 12 oktober 1837 i Delaware County, Ohio, död 20 december 1891 i Washington, D.C., var en amerikansk republikansk politiker. Han representerade delstaten Kansas i USA:s senat från 1877 fram till sin död.
Plumb flyttade 1856 till Lawrence där han framträdde som en slaverimotståndare. Han var sedan med om att grunda staden Emporia där han 1857 grundade tidningen Kansas News. Han studerade juridik och inledde 1861 sin karriär som advokat i Kansas. Han deltog i amerikanska inbördeskriget i nordstatsarmén och befordrades till överstelöjtnant. Efter kriget arbetade han bland annat som åklagare och som bankdirektör.
Plumb efterträdde 1877 James M. Harvey som senator för Kansas. Han avled 1891 i ämbetet och gravsattes på Maplewood Cemetery i Emporia.